# Pinerolo e il Giro d'Italia
Il primo contatto di Pinerolo col Giro lo si ebbe già nella prima edizione del 1909, durante la tappa Genova-Torino di 354,9 km: la corsa passò in Via Saluzzo e Piazza Cavour, in cui era posto il ristoro nonché ultimo punto di controllo prima del traguardo di Torino.

Il primo arrivo si ebbe nel 1949, quando si corse la Cuneo-Pinerolo (di 254 km), celebre tappa vinta in solitaria, con 192 chilometri di fuga, da Fausto Coppi su Gino Bartali. Il giornalista Mario Ferretti aprì la sua radiocronaca con una frase entrata nella storia del ciclismo: "Un uomo solo è al comando; la sua maglia è bianco-celeste; il suo nome è Fausto Coppi". Il giorno dopo si svolse la cronometro individuale Pinerolo-Torino, vinta da Antonio Bevilacqua.
Altri arrivi del Giro d'Italia a Pinerolo hanno avuto luogo nel 1964 (tappa Cuneo-Pinerolo vinta da Franco Bitossi) e nel 1982 (tappa Cuneo-Pinerolo vinta da Giuseppe Saronni): queste due tappe si sono svolte sullo stesso percorso e stessa distanza della "mitica" Cuneo-Pinerolo del 1949, ovvero 254 km. 
Nel 1982, dopo la tappa Cuneo-Pinerolo, il Giro ripartì da Pinerolo alla volta di Torino, con la tappa a cronometro Pinerolo-Torino, vinta da Bernard Hinault.
Nel 1993 Pinerolo è stata sede di partenza di tappa nell'occasione della cronoscalata del Sestriere (tappa Pinerolo-Sestriere vinta da Miguel Indurain).
Nel 2005 il Giro tornò nel Pinerolese, per celebrare i XX Giochi olimpici invernali che si sarebbero svolti nell'inverno successivo e nella 19ª tappa, la Savigliano-Sestriere di 190 km, la carovana rosa transitò in città, entrando da Via Saluzzo e quindi svoltando in Corso Lequio, in direzione Sestriere. La tappa prevedeva per la prima volta la scalata del Colle delle Finestre, ascesa che arriva fino a quasi 2200 metri s.l.m. ed è caratterizzata da un tratto di otto chilometri sterrato e opportunamente trattato per permettere il passaggio dei ciclisti. La tappa fu vinta dal colombiano José Rujano, protagonista di un attacco sulla salita del colle delle Finestre insieme a Gilberto Simoni e Danilo Di Luca.
Il 23 maggio 2007 ha ospitato l'arrivo della 11ª tappa (Serravalle Scrivia-Pinerolo, di 198 km) del 90º Giro d'Italia, terminata con la vittoria allo sprint del velocista italiano Alessandro Petacchi; la tappa è stata caratterizzata da una rovinosa caduta sulla linea del traguardo, posto in Corso Torino, dovuta alla pioggia che ha reso scivolosi gli striscioni pubblicitari posti in prossimità del traguardo.
Il 19 maggio 2009 ha ospitato l'arrivo della 10ª tappa del Giro del Centenario, la Cuneo-Pinerolo che con i suoi 262 km è stata la tappa più lunga dell'edizione. Inizialmente prevedeva di ricalcare il percorso della tappa del 1949 (già riproposto nel 1964 e nel 1982), con il passaggio sui colli della Maddalena, del Vars, dell'Izoard e del Monginevro; per via di problemi di una frana in territorio francese nella discesa dal Maddalena il percorso è stato modificato, prevedendo il passaggio dei corridori verso il Colle del Moncenisio, il Sestriere e l'ultima fatica, a pochi chilometri dall'arrivo, la salita di Prà Martino ed il muro di Via Tosel, con lo scollinamento a San Maurizio e il transito nel centro storico. La tappa è stata vinta da Danilo Di Luca e ha visto come protagonista di giornata Stefano Garzelli, autore di una fuga di oltre 130 km (di cui 100 in solitaria) e, nonostante fosse stato ripreso sulla salita di Prà Martino, arrivato insieme ai migliori, a pochi secondi da Di Luca. 
Il 23 maggio 2019 ha ospitato l'arrivo della 12ª tappa del Giro d'Italia 2019, la Cuneo- Pinerolo di 158 km, per ricordare i 70 anni dall'impresa di Fausto Coppi nel Giro d'Italia del 1949. Tappa mossa con il passaggio sul muro di via Principi d'Acaja a Pinerolo per due volte, e il passaggio inedito sul colle del Montoso; vinse la tappa Cesare Benedetti, corridore della Bora-Hansgrohe, su Damiano Caruso e prese la maglia rosa Jan Polanc a scapito del suo compagno Valerio Conti del UAE Team Emirates.
Il giorno successivo partì sempre da Pinerolo la 13ª tappa del Giro d'Italia 2019, da Pinerolo a Ceresole Reale (Lago Serrù) di 196 km vinta dal russo Il'nur Zakarin del Team Katusha Alpecin.
Anche l'edizione del 2020, posticipata in ottobre a causa della pandemia da COVID-19, ha visto il Giro d'Italia transitare da Pinerolo nella tappa Alba-Sestriere, l'ultima prima della tappa a cronometro conclusiva di Milano, che inizialmente prevedeva lo sconfinamento in Francia attraverso il Colle dell'Agnello ma che a causa delle imposizioni del comune di Briançon si tenne interamente in territorio italiano con una tripla ascesa al Sestriere, includendo quindi il passaggio in via Saluzzo e stradale Fenestrelle. 